# Mrahu
Mrahu is een bestuurslaag in het regentschap Magetan van de provincie Oost-Java, Indonesië. Mrahu telt 1655 inwoners (volkstelling 2010).